# Герб Лаишева
Исторический герб города «Лаишев» — административного центра Лаишевского района Татарстана Российской Федерации.

## Описание герба и его символики
Герб города Лаишева был Высочайше утверждён 18 октября 1781 года императрицей Екатериной II вместе с другими гербами городов Казанского наместничества (ПСЗ, 1781, Закон № 15260)
Подлинное описание герба города Лаишева гласило:

«Готовое къ отправленію в путь большое судно, называемое стругъ, въ голубомъ полѣ; ибо въ семъ городѣ находится наиславнѣйшая пристань».
В верхней части щита — герб Казанского наместничества: «Змий чёрный, под короною золотою Казанскою, крылья красные, поле белое».

## История герба
Лаишев был построен в 1557 году на месте булгарского поселения Лаиш вблизи селища Чакма.
В 1781 году указом Екатерины II Лаишев получил статус уездного города Казанского наместничества.
В 1926 году город Лаишев стал селом Лаишево, с 1950 — посёлком городского типа.
9 сентября 2004 года восстановлен статус города, однако его названием осталось Лаишево (не Лаишев).
Герб Лаишева, Высочайше утверждённый в 1781 году был составлен в департаменте Герольдии при Сенате под руководством герольдмейстера, действительного статского советника Волкова А. А.
В 1859 году, в период геральдической реформы Кёне, был разработан проект нового герба уездного города Лаишев (официально не утверждён):
«В лазоревом щите серебряная волнообразная оконечность, на ней золотое судно с серебряным вымпелом. В вольной части герб Казанской губернии. Щит увенчан серебряной стенчатой короной и окружён золотыми колосьями, соединёнными Александровской лентой».
В советский период исторический герб Лаишева (1781 года) не использовался.
В 1996 году был выпущен значок с видоизменённым историческим гербом Мамадыша: «В лазоревом щите на серебряной шиповидной оконечности золотое с золотым же вымпелом большое судно (струг) с товаром, прикрытом червлёным навесом. В вольной части щита герб республики Татарстан».

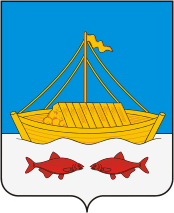
Герб Лаишевского района (2005 год)

В постсоветский период решения о возрождении или восстановлении исторического герба города в качестве официального символа Лаишево, городскими властями не принимались.
8 декабря 2005 года решением Совета Лаишевского муниципального района был утверждён герб Лаишевского муниципального района.
За основу герба Лаишевского муниципального района был взят исторический герб уездного города Лаишева (1781 года).